# جيمس تومسون (سباح)
جيمس تومسون (بالإنجليزية: James Thompson) (و. 1906 – 1966 م) هو سباح كندي، ولد في دندي، شارك في الألعاب الأولمبية الصيفية 1928، وسباحة في الألعاب الأولمبية الصيفية 1928 – رجال 4 × 200 متر سباحة حرة تناوب ‏، توفي عن عمر يناهز 60 عاماً.

## روابط خارجية
- جيمس تومسون على موقع الاتحاد الدولي للسباحة (الإنجليزية)
- جيمس تومسون على موقع اللجنة الأولمبية الدولية (الإنجليزية)
- جيمس تومسون على موقع أوليمبيديا (الإنجليزية)
- جيمس تومسون على موقع اللجنة الأولمبية الكندية (الإنجليزية)